# Egentliga Tavastlands tingsrätt

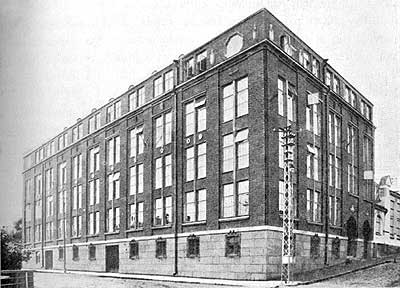
Tavastehus rättshus år 1928 när byggnaden fungerade som Karistos affärshus.

Egentliga Tavastlands tingsrätt (finska: Kanta-Hämeen käräjäoikeus) är en tingsrätt i landskapet Egentliga Tavastland i Finland. Tingsrättens kansliort är Tavastehus och den ligger under Åbo hovrätt.
Egentliga Tavastlands tingsrätt handlar också jordsrättsärenden från Birkaland medan utsökningsärenden handlas av Birkalands tingsrätt. Besvär handlas vanligtvis av Åbo hovrätt men alla besvär som gäller militära ärenden handlas av Helsingfors hovrätt.

## Domkrets
Domkretsen för Egentliga Tavastlands tingsrätt omfattar följande kommuner:
- Forssa stad
- Hattula kommun
- Hausjärvi kommun
- Humppila kommun
- Janakkala kommun
- Jockis kommun
- Loppis kommun
- Riihimäki stad
- Tammela kommun
- Tavastehus stad
- Ypäjä kommun